# Злудерно
Злудерно (італ. Sluderno) — муніципалітет в Італії, у регіоні Трентіно-Альто-Адідже,  провінція Больцано.
Злудерно розташоване на відстані близько 560 км на північ від Рима, 80 км на північний захід від Тренто, 65 км на захід від Больцано.
Населення — 1803 особи (2014).
Щорічний фестиваль відбувається 25 листопада. Покровитель — Santa Caterina d'Alessandria.

## Демографія
Населення за роками:

Станом на 1 січня 2023 року в муніципалітеті офіційно проживало 114 іноземців з 24 країн, серед них 65 громадян країн Євросоюзу та 6 громадян України.

## Сусідні муніципалітети
- Глоренца
- Лаза
- Маллес-Веноста
- Прато-алло-Стельвіо